# Rhizogonium graeffeanum
Rhizogonium graeffeanum är en bladmossart som beskrevs av Georg Friedrich von Jaeger 1875. Rhizogonium graeffeanum ingår i släktet Rhizogonium och familjen Rhizogoniaceae. Inga underarter finns listade i Catalogue of Life.